# Saint-Sernin (Ardèche)
Pour les articles homonymes, voir Saint-Sernin.
Saint-Sernin est une commune française, située dans le département de l'Ardèche en région Auvergne-Rhône-Alpes.

## Géographie

### Situation
Saint-Sernin est un village de dimension relativement important mais ayant encore un aspect encore essentiellement rural, situé dans l'aire urbaine d'Aubenas.

### Communes limitrophes
Saint-Sernin est limitrophe de cinq communes, toutes situées dans le département de l'Ardèche et réparties géographiquement de la manière suivante :

### Climat
Pour des articles plus généraux, voir Climat d'Auvergne-Rhône-Alpes et Climat de l'Ardèche.
En 2010, le climat de la commune est de type climat méditerranéen altéré, selon une étude du CNRS s'appuyant sur une série de données couvrant la période 1971-2000. En 2020, Météo-France publie une typologie des climats de la France métropolitaine dans laquelle la commune est exposée à un climat de montagne ou de marges de montagne et est dans la région climatique  Provence, Languedoc-Roussillon, caractérisée par une pluviométrie faible en été, un très bon ensoleillement (2 600 h/an), un été chaud (21,5 °C), un air très sec en été, sec en toutes saisons, des vents forts (fréquence de 40 à 50 % de vents > 5 m/s) et peu de brouillards. 
Pour la période 1971-2000, la température annuelle moyenne est de 12,7 °C, avec une amplitude thermique annuelle de 17,6 °C. Le cumul annuel moyen de précipitations est de 989 mm, avec 7,1 jours de précipitations en janvier et 4,5 jours en juillet. Pour la période 1991-2020, la température moyenne annuelle observée sur la station météorologique de Météo-France la plus proche, « Lanas Syn », sur la commune de Lanas à 4 km à vol d'oiseau, est de 13,7 °C et le cumul annuel moyen de précipitations est de 1 066,6 mm,. Pour l'avenir, les paramètres climatiques de la commune estimés pour 2050 selon différents scénarios d'émission de gaz à effet de serre sont consultables sur un site dédié publié par Météo-France en novembre 2022.

### Voies de communication
Le territoire communal est traversé par la route départementale 101 (RD104) ancienne route nationale 104.

## Urbanisme

### Typologie
Au 1er janvier 2024, Saint-Sernin est catégorisée bourg rural, selon la nouvelle grille communale de densité à 7 niveaux définie par l'Insee en 2022.
Elle appartient à l'unité urbaine d'Aubenas, une agglomération intra-départementale dont elle est une commune de la banlieue,. Par ailleurs la commune fait partie de l'aire d'attraction d'Aubenas, dont elle est une commune de la couronne,. Cette aire, qui regroupe 68 communes, est catégorisée dans les aires de 50 000 à moins de 200 000 habitants,.

### Occupation des sols
L'occupation des sols de la commune, telle qu'elle ressort de la base de données européenne d’occupation biophysique des sols Corine Land Cover (CLC), est marquée par l'importance des territoires agricoles (46,5 % en 2018), en diminution par rapport à 1990 (64,1 %). La répartition détaillée en 2018 est la suivante : 
cultures permanentes (43,5 %), zones urbanisées (26,6 %), milieux à végétation arbustive et/ou herbacée (22,6 %), zones agricoles hétérogènes (3 %), forêts (2,9 %), zones industrielles ou commerciales et réseaux de communication (1,4 %).
L'évolution de l’occupation des sols de la commune et de ses infrastructures peut être observée sur les différentes représentations cartographiques du territoire : la carte de Cassini (XVIIIe siècle), la carte d'état-major (1820-1866) et les cartes ou photos aériennes de l'IGN pour la période actuelle (1950 à aujourd'hui).

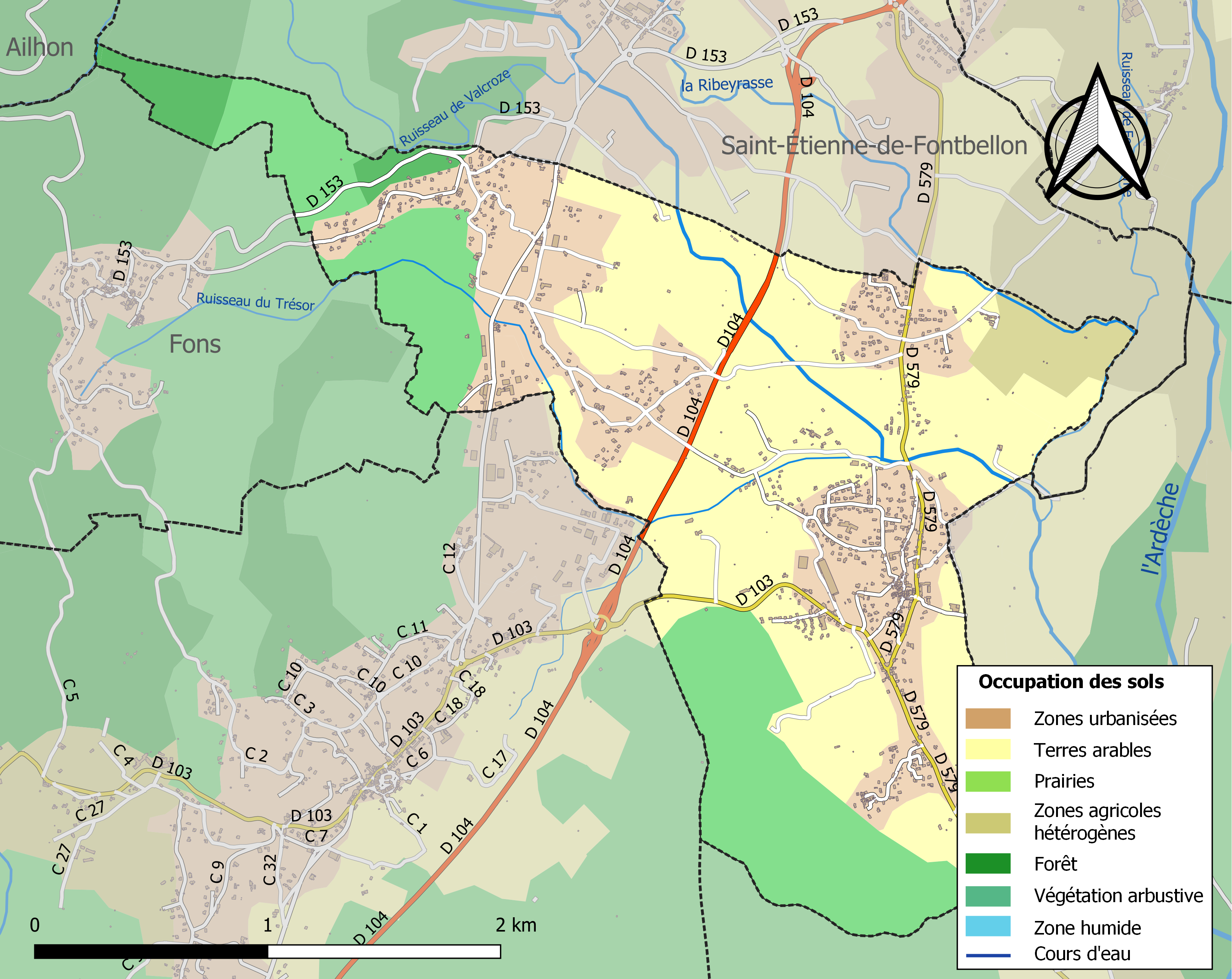
Carte des infrastructures et de l'occupation des sols de la commune en 2018 (CLC).

## Histoire
Le village possède entre 1949 et 2024 une des plus importantes coopératives fruitières de l'Ardèche (Vivacoop). En 1981, la coopérative traite jusqu'à 27 000 t de fruits, et seulement 416 t en 2023.
Saint-Sernin était desservie par la voie ferrée PLM puis SNCF et était d'ailleurs un nœud ferroviaire entre la ligne Vogüé - Lalevade et la bifurcation vers Largentière (ligne de Saint-Sernin à Largentière).
L'ancienne gare, toujours visible, a été transformée en restaurant.

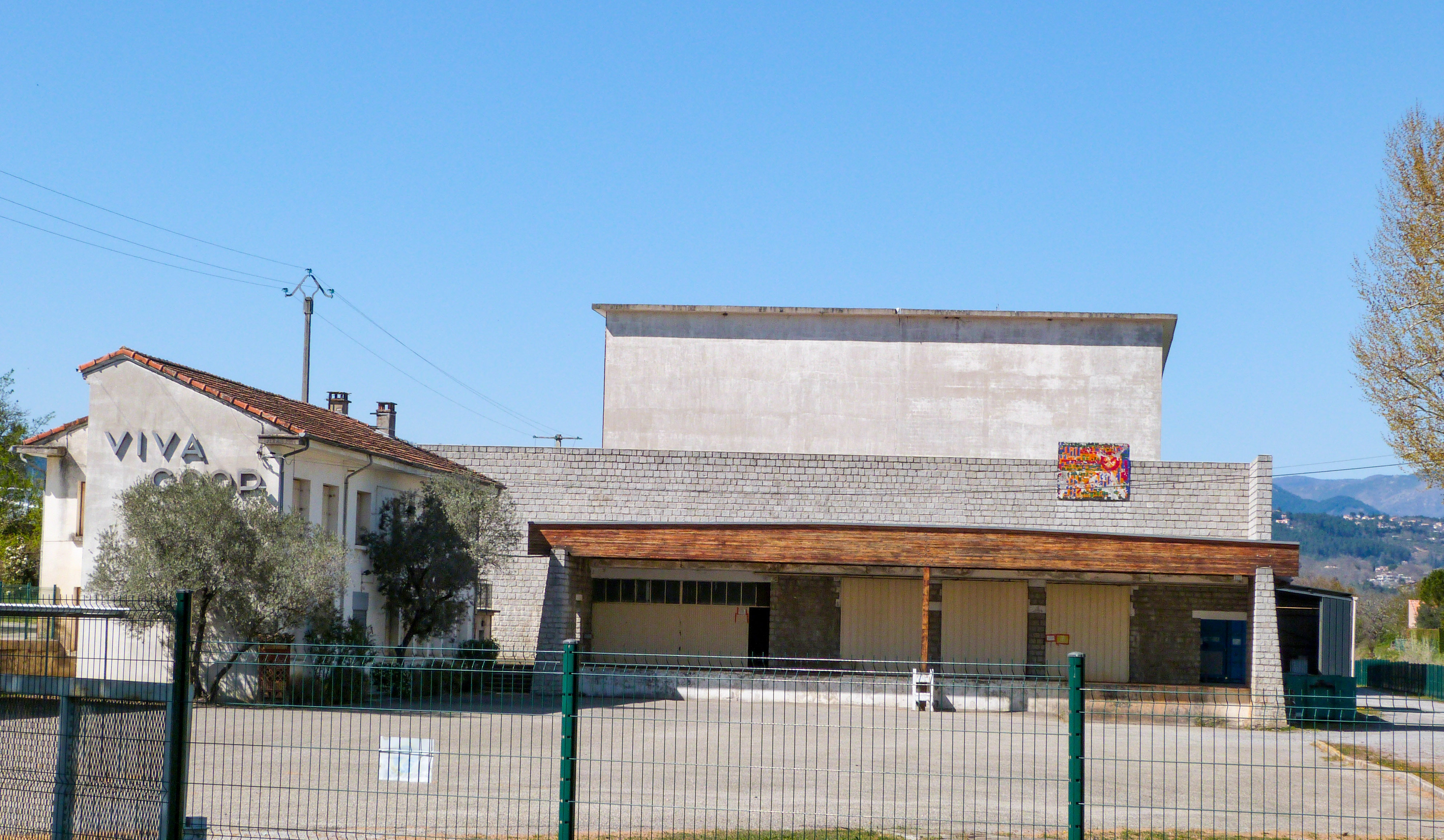
La Vivacoop de Saint-Sernin en avril 2023.
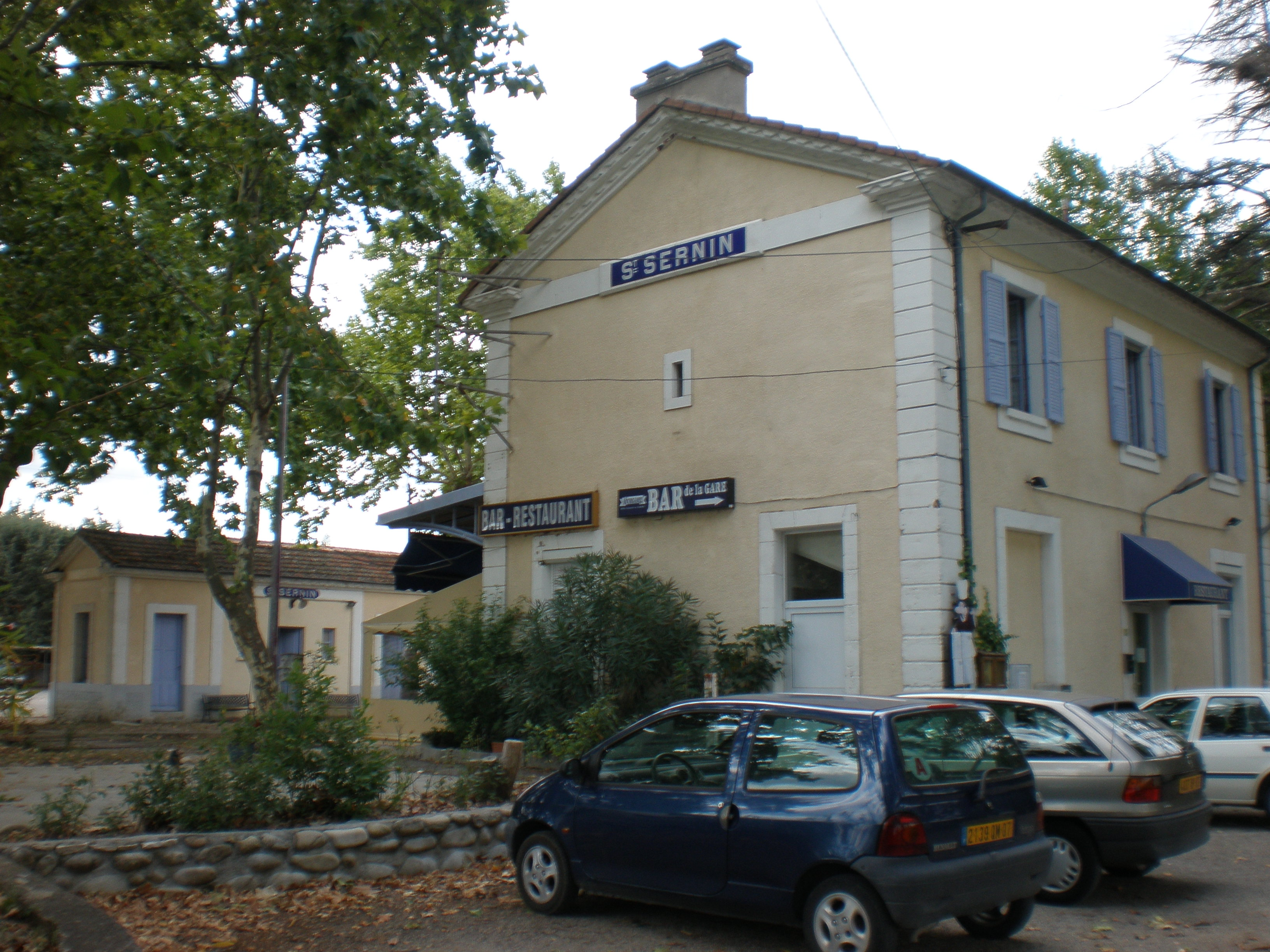
Ancienne gare de Saint-Sernin, aujourd'hui un restaurant.

## Politique et administration

### Liste des maires
| Période                                  | Période                     | Identité       | Étiquette | Qualité                              |
| ---------------------------------------- | --------------------------- | -------------- | --------- | ------------------------------------ |
| Les données manquantes sont à compléter. |                             |                |           |                                      |
|                                          |                             | Louis Gourdon  |           |                                      |
|                                          | mars 1983                   | Henri Ressayre |           |                                      |
| mars 1983                                | juin 1995                   | Serge Barruel  |           | Professeur de collège                |
| juin 1995                                | mars 2001                   | André Nougier  |           | Agriculteur                          |
| mars 2001                                | En cours (au 24 avril 2014) | Max Chaze      | PS        | Conseiller départemental (2015-2021) |

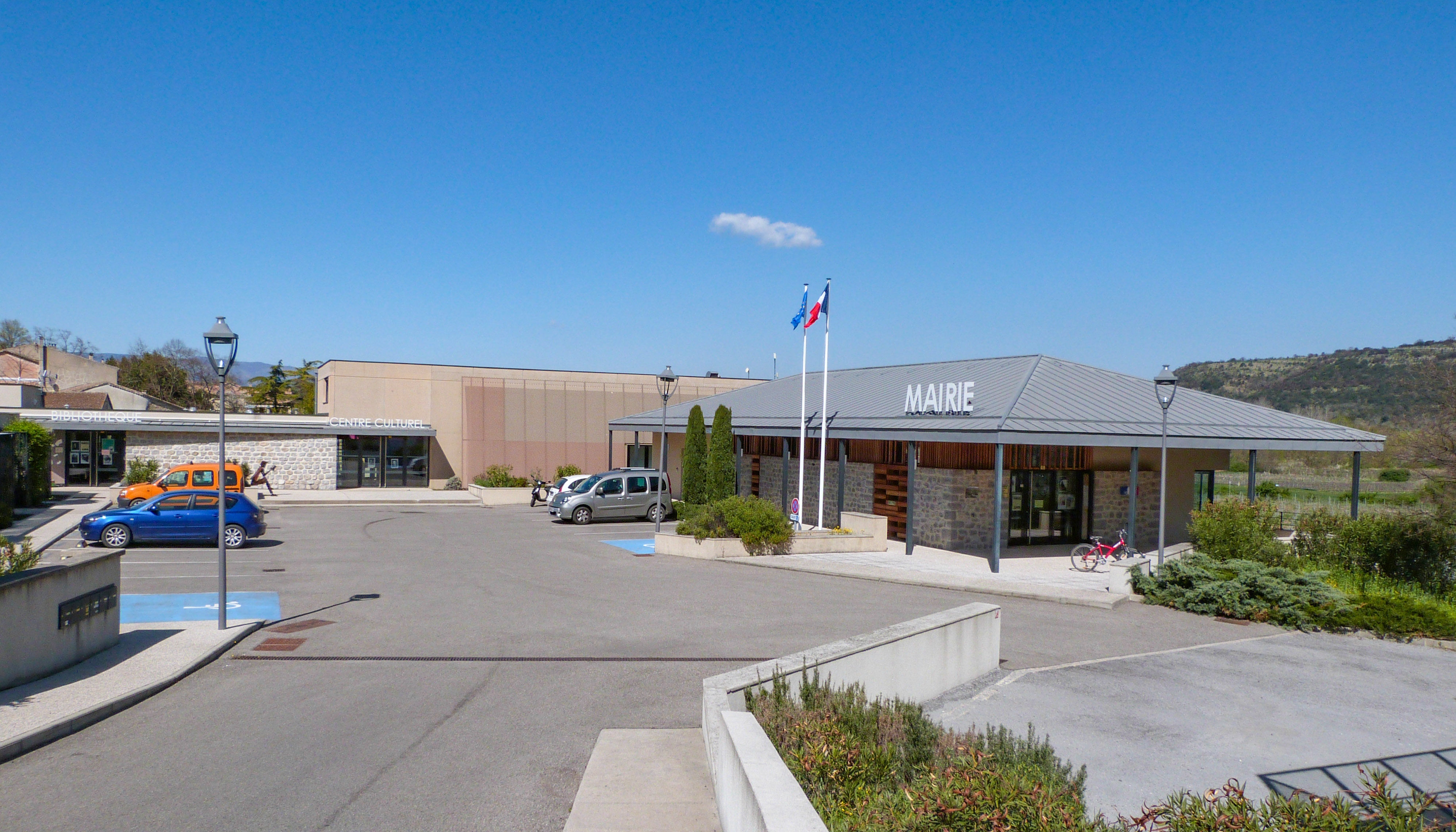
La mairie du village en avril 2023.

Max Chaze a parrainé successivement Jean Saint-Josse en 2002 puis Frédéric Nihous en 2007 (tous deux candidats de CPNT).

## Population et société

### Démographie
L'évolution du nombre d'habitants est connue à travers les recensements de la population effectués dans la commune depuis 1793. Pour les communes de moins de 10 000 habitants, une enquête de recensement portant sur toute la population est réalisée tous les cinq ans, les populations de référence des années intermédiaires étant quant à elles estimées par interpolation ou extrapolation. Pour la commune, le premier recensement exhaustif entrant dans le cadre du nouveau dispositif a été réalisé en 2007.

En 2022, la commune comptait 1 842 habitants, en évolution de +11,3 % par rapport à 2016 (Ardèche : +2,48 %, France hors Mayotte : +2,11 %).
| 1793 | 1800 | 1806 | 1821 | 1831 | 1836 | 1841 | 1846 | 1851 |
| ---- | ---- | ---- | ---- | ---- | ---- | ---- | ---- | ---- |
| 334  | 374  | 361  | 302  | 478  | 516  | 600  | 652  | 720  |

| 1856 | 1861 | 1866 | 1872 | 1876 | 1881 | 1886 | 1891 | 1896 |
| ---- | ---- | ---- | ---- | ---- | ---- | ---- | ---- | ---- |
| 716  | 709  | 693  | 696  | 698  | 655  | 610  | 633  | 640  |

| 1901 | 1906 | 1911 | 1921 | 1926 | 1931 | 1936 | 1946 | 1954 |
| ---- | ---- | ---- | ---- | ---- | ---- | ---- | ---- | ---- |
| 664  | 658  | 603  | 514  | 544  | 568  | 592  | 534  | 462  |

| 1962 | 1968 | 1975 | 1982 | 1990  | 1999  | 2006  | 2007  | 2012  |
| ---- | ---- | ---- | ---- | ----- | ----- | ----- | ----- | ----- |
| 544  | 581  | 702  | 849  | 1 017 | 1 147 | 1 412 | 1 453 | 1 632 |

| 2017  | 2022  | - | - | - | - | - | - | - |
| ----- | ----- | - | - | - | - | - | - | - |
| 1 663 | 1 842 | - | - | - | - | - | - | - |

### Enseignement
La commune est rattachée à l'académie de Grenoble.

### Médias
La commune est située dans la zone de distribution de deux organes de la presse écrite :
- L'Hebdo de l'Ardèche

Il s'agit d'un journal hebdomadaire français basé à Valence et couvrant l'actualité de tout le département de l'Ardèche.
- Le Dauphiné libéré

Il s'agit d'un journal quotidien de la presse écrite française régionale distribué dans la plupart des départements de l'ancienne région Rhône-Alpes, notamment l'Ardèche. La commune est située dans la zone d'édition de Privas.

### Cultes
La communauté catholique et l'église de Saint-Sernin (propriété de la commune) sont rattachées à la paroisse Saint Benoît d’Aubenas qui est, elle-même rattachée au diocèse de Viviers.

## Culture et patrimoine

### Lieux et monuments
- Église Saint-Saturnin de Saint-Sernin

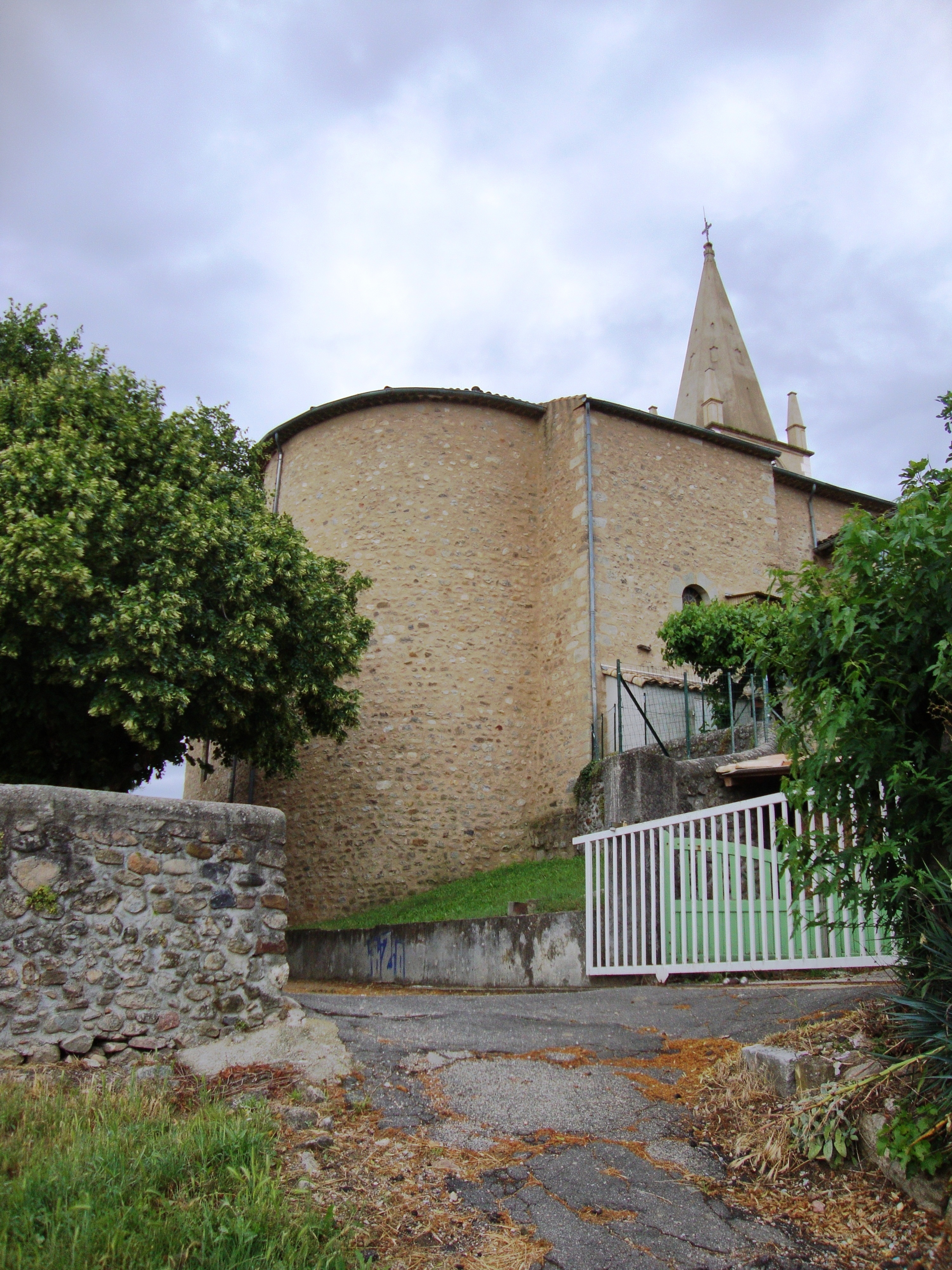
L'église Saint-Saturnin côté chevet.
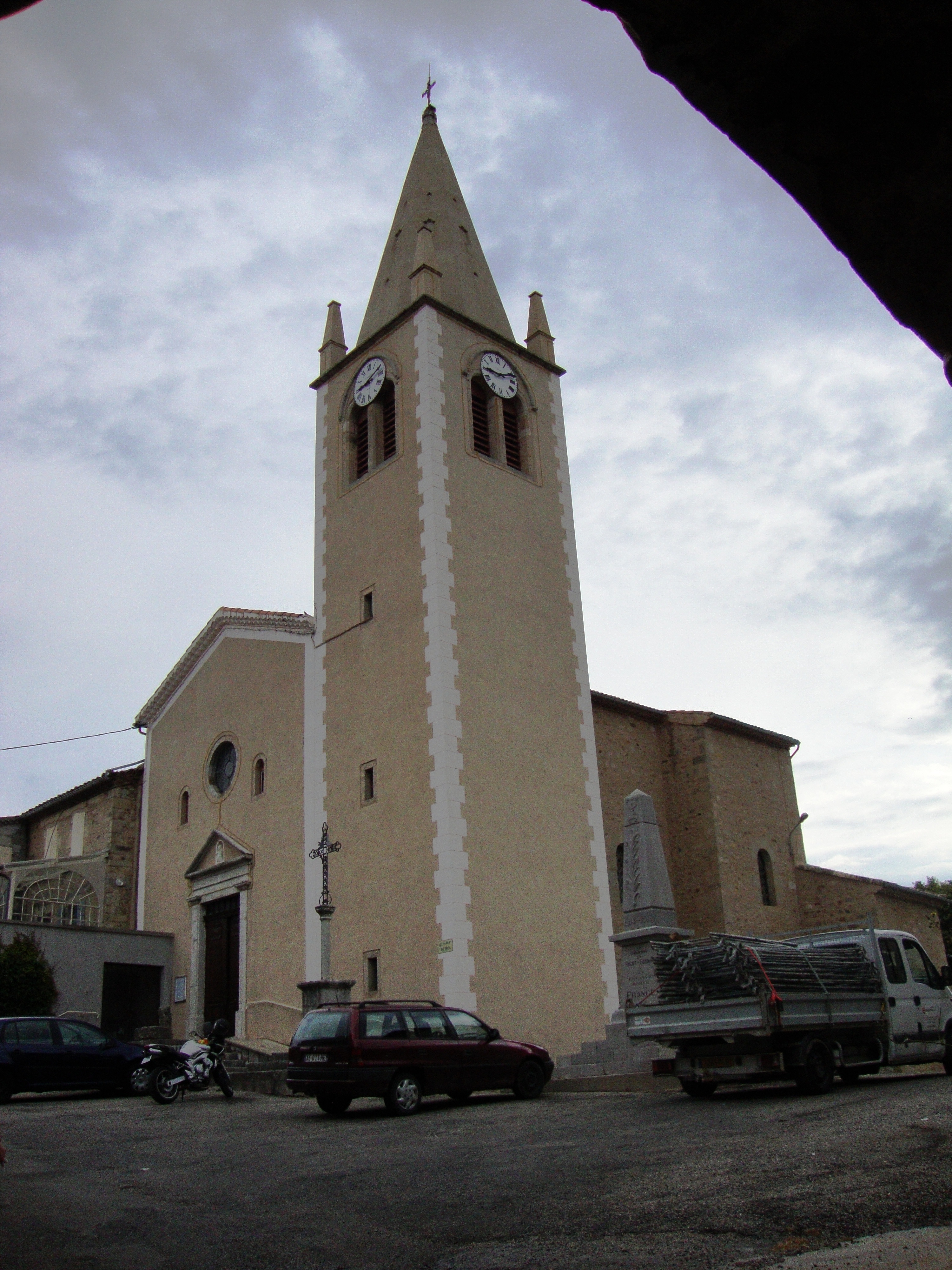
L'église Saint-Saturnin, côté tour.
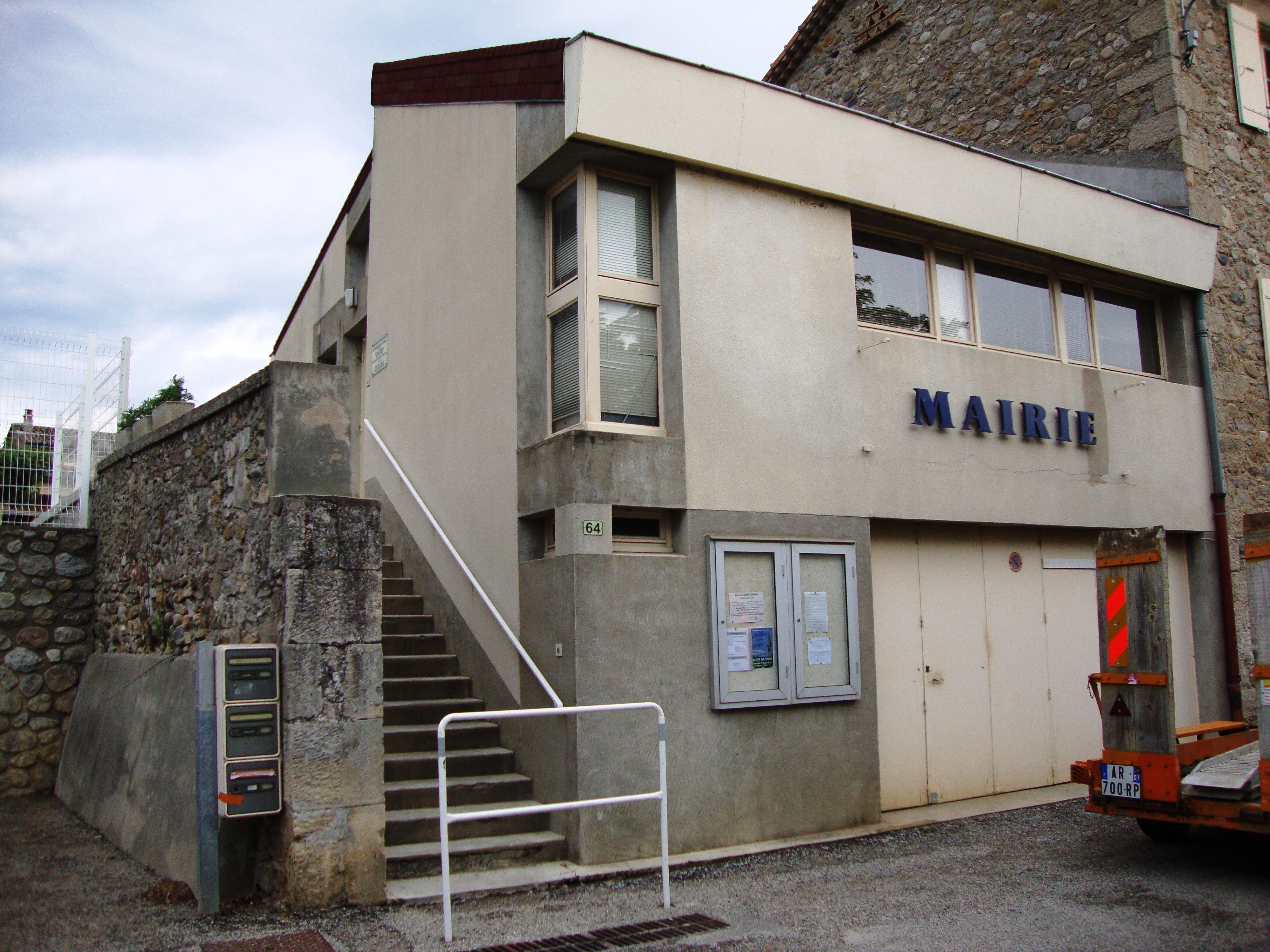
L'ancienne mairie.

### Héraldique
|  | Saint-Sernin (Ardèche) possède des armoiries dont l'origine et le blasonnement exact ne sont pas disponibles. |